# Сахаров, Иван Геннадьевич
Иван Геннадьевич Сахаров (род. 3 июня 1980, Москва) — российский и белорусский хоккеист, нападающий.

## Биография
Воспитанник ЦСКА. Начинал играть в ЦСКА-2 (1996/97 — 1997/98). В сезоне 1998/99 не играл. С сезона 1999/2000 — игрок ХК ЦСКА-2, в сезонах 2000/01 — 2001/02 в «тихоновском» ХК ЦСКА. Сезон 2002/03 начал в команде МГУ-«Пингвины», провёл три матча за пермский «Молот-Прикамье» в Суперлиге, затем перешёл в белорусский клуб «Химволокно» Могилёв, за который играл до 2010 года. Сезон 2010/11 провёл в команде «Юность-Минск». В 2011 году перешёл в клуб ВХЛ «Титан» Клин; в 2012 году завершил карьеру.
Участник хоккейного турнира зимней Универсиады 2001 года в составе сборной России. Принял белорусское гражданство, выступал за сборную Беларуси.
В сезоне 2024/25 — тренер в команде ЮХЛ «Капитан» Ступино.